# Agametrus
Agametrus es un género de coleópteros adéfagos de la familia Dytiscidae.

## Especies
- Agametrus boliviensis
- Agametrus monticola	(Guignot 1958)
- Agametrus nitens
- Agametrus peruvianus	Cast.
- Agametrus rotundatus	Brinck 1948